# Campionato mondiale di enduro 2024
Il Campionato mondiale di enduro 2024, trentacinquesima edizione della competizione ha avuto inizio in Portogallo il 5 Aprile 2024 ed è terminata in Francia il 15 Settembre dopo 7 prove.
Le vittorie sono andate allo spagnolo Joseph Garcia Montaña su KTM nella E1, all’italiano Andrea Verona su Gas Gas nella E2 e al britannico Brad Thomas Freeman nella E3 su Beta.
Joseph Garcia è vincitore della categoria assoluta Enduro GP.

## Sistema di punteggio e calendario
| Pos.  | 1  | 2  | 3  | 4  | 5  | 6  | 7 | 8 | 9 | 10 | 11 | 12 | 13 | 14 | 15 | 16 > |
| ----- | -- | -- | -- | -- | -- | -- | - | - | - | -- | -- | -- | -- | -- | -- | ---- |
| Punti | 20 | 17 | 15 | 13 | 11 | 10 | 9 | 8 | 7 | 6  | 5  | 4  | 3  | 2  | 1  | 0    |

| Prova | Data          | Gran Premio                  | Località | Vincitore gara 1      | Vincitore gara 2      |
| ----- | ------------- | ---------------------------- | -------- | --------------------- | --------------------- |
| 1     | 7-8 Maggio    | Gran Premio del Portogallo 1 | Fafe     | Joseph Garcia Montaña | Steve Holcombe        |
| 2     | 12-16 Aprile  | Gran Premio del Portogallo 2 | Valpaços | Joseph Garcia Montaña | Steve Holcombe        |
| 3     | 10-13 Maggio  | Gran Premio di Romania       | Bacau    | Andrea Verona         | Joseph Garcia Montaña |
| 4     | 21-23 Giugno  | Gran Premio d’Italia         | Bettola  | Joseph Garcia Montaña | Andrea Verona         |
| 5     | 30-31 Luglio  | Gran Premio di Slovacchia    | Gelnica  | Andrea Verona         | Joseph Garcia Montaña |
| 6     | 6-7 Agosto    | Gran Premio del Galles       | Rhayader | Steve Holcombe        | Joseph Garcia Montaña |
| 7     | 15-16 Ottobre | Gran Premio di Francia       | Brioude  | Joseph Garcia Montaña | Brad Thomas Freeman   |

## EnduroGP

### Piloti
| Pos. | Pilota                | Moto      | Punti |
| ---- | --------------------- | --------- | ----- |
| 1    | Joseph Garcia Montaña | KTM       | 247   |
| 2    | Steve Holcombe        | Honda     | 223   |
| 3    | Andrea Verona         | Gas Gas   | 223   |
| 4    | Brad Thomas Freeman   | Beta      | 180   |
| 5    | Nathan Watson         | Beta      | 129   |
| 6    | Zachary Pichon        | Sherco    | 114   |
| 7    | Hamish Macdonald      | Sherco    | 100   |
| 8    | Samuele Bernardini    | Honda     | 99    |
| 9    | Matteo Cavallo        | TM        | 78    |
| 10   | Wil Ruprecht          | Sherco    | 62    |
| 11   | Theophile Espinasse   | Beta      | 56    |
| 12   | Jamie Mccanney        | Husqvarna | 55    |
| 13   | Jeremy Sydow          | Sherco    | 37    |
| 14   | Antoine Magain        | Sherco    | 33    |
| 15   | Albin Norrbin         | Fantic    | 28    |

### Costruttori
| Pos. | Costruttore | Punti |
| ---- | ----------- | ----- |
| 1    | KTM         | 247   |
| 2    | Honda       | 223   |
| 3    | Gas Gas     | 223   |
| 4    | Beta        | 207   |
| 5    | Sherco      | 144   |
| 6    | Husqvarna   | 89    |
| 7    | Yamaha      | 6     |
| 8    | TM          | 4     |
| 9    | Rieju       | 4     |

## E1

### Piloti
| Pos. | Pilota                | Moto      | Punti |
| ---- | --------------------- | --------- | ----- |
| 1    | Joseph Garcia Montaña | KTM       | 262   |
| 2    | Steve Holcombe        | Honda     | 256   |
| 3    | Zachary Pichon        | Sherco    | 198   |
| 4    | Theophile Espinasse   | Beta      | 143   |
| 5    | Jeremy Sydow          | Sherco    | 139   |
| 6    | Davide Soreca         | Kawasaki  | 120   |
| 7    | Roni Kytonen          | Yamaha    | 104   |
| 8    | Jamie Mccanney        | Husqvarna | 94    |
| 9    | Lorenzo Macoritto     | TM        | 82    |
| 10   | Hemanni Hajala        | Beta      | 68    |

### Costruttori
| Pos. | Costruttore | Punti |
| ---- | ----------- | ----- |
| 1    | KTM         | 262   |
| 2    | Honda       | 256   |
| 3    | Sherco      | 198   |
| 4    | Beta        | 158   |
| 5    | Kawasaki    | 120   |
| 6    | Yamaha      | 115   |
| 7    | Husqvarna   | 110   |

## E2

### Piloti
| Pos. | Pilota             | Moto      | Punti |
| ---- | ------------------ | --------- | ----- |
| 1    | Andrea Verona      | Gas Gas   | 277   |
| 2    | Samuele Bernardini | Honda     | 198   |
| 3    | Nathan Watson      | Beta      | 182   |
| 4    | Wil Ruprecht       | Sherco    | 155   |
| 5    | Matteo Pavoni      | Husqvarna | 148   |
| 6    | Jed Etchells       | Fantic    | 142   |
| 7    | Leo Le Quere       | TM        | 118   |
| 8    | Albin Elowson      | Husqvarna | 107   |
| 9    | Kristof Kouble     | Husqvarna | 103   |
| 10   | Benjamin Herrera   | Gas Gas   | 69    |

### Costruttori
| Pos. | Costruttore | Punti |
| ---- | ----------- | ----- |
| 1    | Gas Gas     | 277   |
| 2    | Honda       | 198   |
| 3    | Beta        | 194   |
| 4    | Husqvarna   | 173   |
| 5    | Sherco      | 155   |
| 6    | Kawasaki    | 53    |
| 7    | TM          | 21    |
| 8    | KTM         | 18    |
| 9    | Yamaha      | 5     |

## E3

### Piloti
| Pos. | Pilota              | Moto      | Punti |
| ---- | ------------------- | --------- | ----- |
| 1    | Brad Thomas Freeman | Beta      | 255   |
| 2    | Hamish Macdonald    | Sherco    | 210   |
| 3    | Matteo Cavallo      | TM        | 199   |
| 4    | Julien Roussaly     | Sherco    | 158   |
| 5    | Albin Norrbin       | Fantic    | 155   |
| 6    | Morgan Lesiardo     | Husqvarna | 155   |
| 7    | Jaume Betriu        | KTM       | 98    |
| 8    | Antoine Magain      | KTM       | 94    |
| 9    | Loic Larrieu        | Rieju     | 93    |
| 10   | Luca Fischeder      | Gas Gas   | 45    |

### Costruttori
| Pos. | Costruttore | Punti |
| ---- | ----------- | ----- |
| 1    | Beta        | 255   |
| 2    | Sherco      | 226   |
| 3    | Husqvarna   | 155   |
| 4    | KTM         | 107   |
| 5    | Rieju       | 102   |
| 6    | Gas Gas     | 34    |
| 7    | Yamaha      | 19    |